# Jillian Shea Spaeder
Jillian Shea Spaeder (* 27. September 2002 in Philadelphia, Pennsylvania) ist eine US-amerikanische Schauspielerin.

## Karriere
Im Alter von neun Jahren begann Spaeder, mit der Band ihrer Eltern aufzutreten. Dabei sang sie unter anderem Songs von Adele, Alicia Keys, Billy Joel, Sam Cooke und Christina Aguilera. Im Juli 2014 wurde Spaeder in Hollywood von einer Talentmanagerin entdeckt. 2015 wirkte sie in sechs Folgen der Serie OMG! mit und absolvierte einen Gastauftritt in Nicky, Ricky, Dicky & Dawn. Von 2016 bis 2018 spielte Spaeder in der Serie Schreck-Attack die Hauptrolle der Bailey, die sie in 58 Folgen verkörperte.